# 娅埃尔·布朗-皮韦
娅埃尔·布朗-皮韦（法語：Yaël Braun-Pivet，法語發音：[jaɛl bʁon pivɛ]；1970年12月7日—）是法国律师、復興黨政治人物，自2022年6月28日起担任法国国民议会議長。她是第一个担任这个职位的女士和犹太人。 她曾于2022年担任总理伊莉莎白·博恩政府的海外部部长。 她自2017年起担任法国国民议会议员，代表伊夫林省。